# Trifolium ornithopodioides
Trifolium ornithopodioides L., 1753 è una pianta erbacea appartenente alla famiglia delle Fabacee.